# Шоєкі-Мару
Шоєкі-Мару (Shoeki Maru) — корабель, який під час Другої світової війни брав участь у операціях японських збройних сил.
Судно спорудили як вантажне в 1941 році на верфі Urabe Zosen Tekkosho для компанії Тowa Kisen.
У певний час «Шоєкі-Мару» реквізували для потреб Імперського флоту Японії і переобладнали у сітьовий загороджувач. Відомо, що 7 серпня 1943-го він вийшов з Дайрену (наразі китайський Далянь) у складі охорони конвою CHI-30, а 20 січня 1944-го вирушив з Такао (наразі Гаосюн на Тайвані) в охороні конвою № 787, який 23 січня прибув до Маніли.
20 грудня 1944-го «Шоєкі-Мару» перебував у морі Флорес, де виявлений і потоплений нідерландськими літаками B-25.